# رتنبورگ آن در لابر
شهر رتنبورگ آن در لابر (به آلمانی: Rottenburg an der Laaber) در ایالت بایرن در کشور آلمان واقع شده‌است.